# Tapinocyba corsica
Tapinocyba corsica är en spindelart som först beskrevs av Simon 1884.  Tapinocyba corsica ingår i släktet Tapinocyba och familjen täckvävarspindlar. Inga underarter finns listade i Catalogue of Life.